# Syndrome de Cyriax
Le Syndrome de Cyriax est un syndrome consistant en la subluxation des cartilages antérieurs de certaines côtes qui sont alors extrêmement douloureuses.

## Origine du nom
Le syndrome a été décrit pour la première fois en 1919 par Edgar Ferdinand Cyriax, médecin britannique (1874-1955), père de James Cyriax, éminent spécialiste de la médecine orthopédique.

## Localisation
Les 8e et 9e côtes sont les plus fréquemment touchées, le plus souvent à droite.

## Causes
Les causes sont parfois traumatiques :
- causes directes : choc contre le volant de la voiture, chute sur le sol, etc.,
- causes indirectes : efforts musculaires violents, efforts de traction, etc.

## Traitement
Un bandage élastique associé à des antalgiques est souvent prescrit.
On peut aussi injecter un anesthésique local au niveau du point douloureux.